# والرفینگ
والرفینگ (به آلمانی: Wallerfing) یک شهر در آلمان است که در دگندورف واقع شده‌است.

## خصوصیات
والرفینگ ۲۰٫۷۶ کیلومترمربع مساحت دارد ۳۵۷ متر بالاتر از سطح دریا واقع شده‌است.